# Răchitova (gmina)
Răchitova – gmina w Rumunii, w okręgu Hunedoara. Obejmuje miejscowości Boița, Ciula Mare, Ciula Mică, Gotești, Mesteacăn, Răchitova i Vălioara. W 2011 roku liczyła 1330 mieszkańców.